# Grazia (trattamento)

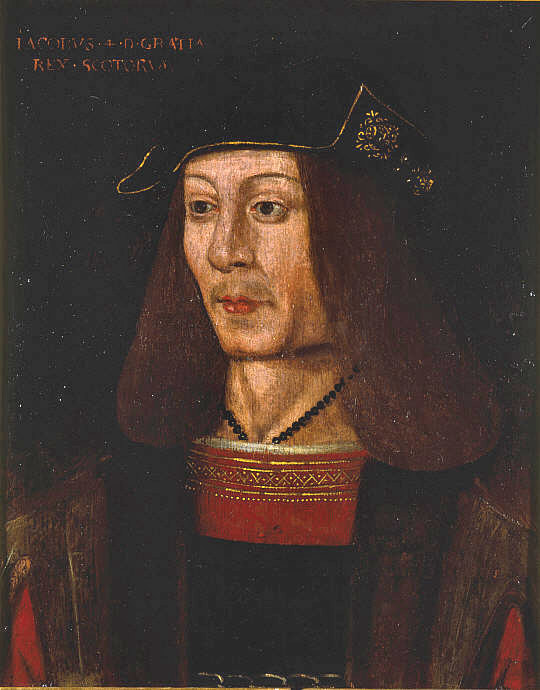
Sua grazia Giacomo IV di Scozia

L'appellativo di sua grazia, talvolta abbreviato S.G., era il trattamento utilizzato per appellare i sovrani d'Inghilterra prima di Enrico VIII e da tutti i sovrani di Scozia fino all'atto di Unione del 1707, documento mediante il quale la Scozia si unì all'Inghilterra (in precedenza i due regni erano soltanto in unione personale).

## Uso nobiliare
Attualmente il trattamento di «sua grazia» è usato per duchi e duchesse non di sangue reale nel Regno Unito (per esempio, "sua grazia il duca di Devonshire"). 
I duchi di sangue reale, invece, hanno il trattamento di «altezza reale».

## Uso ecclesiastico
L'appellativo di "sua grazia" è utilizzato in Inghilterra per designare gli arcivescovi ed alcuni vescovi anglicani, nonché i vescovi cattolici. 
Negli Stati Uniti d'America ed in Canada, invece, vengono usati i titoli di «eccellenza» per i vescovi cattolici e di «eminenza» per i cardinali.
Nella Chiesa ortodossa l'appellativo di «sua grazia» viene utilizzato per vescovi e abati. 